# Frederik Ludvig Storch

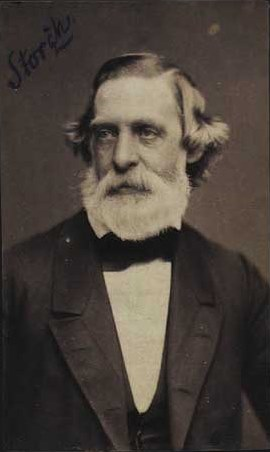
Frederik Ludvig Storch.

Frederik Ludvig Storch, född den 21 juli 1805 i landsbyn Kerte på Fyn, död den 2 september 1883 i Köpenhamn, var en dansk målare. Han var far till Oscar Storch.
Storch studerade ursprungligen teologi och blev kandidat 1830, men började redan sitt första universitetsår att arbeta på Kunstakademiet. Han debuterade 1828 som utställare med en bild med ett av de på den tiden mycket omtyckta motiven från Ossians sånger. Det gjorde lycka och inköptes till statens målerisamling, men magasinerades senare, liksom de två andra målningar, som staten senare förvärvade. År 1831 sålde han sin första altartavla, Kristus i Getsemane, till Åsums kyrka på Fyn. Året efter reste han til München, där han blev kvar i tjugo år, bortsett från tiden 1845—1846, då han med kungligt understöd vistades i Italien. I München slöt han sig till den där arbetande konstnärskretsen, som bestod dels av danskar som Simonsen och Schleisner, dels av tyskar, fick ett visst anseende och sålde många av sina verk. Endast ett par gånger under denna period, 1843 och 1844, utställde han bilder på Charlottenborg, bägge över ämnen från den grekiska mytologin. År 1852 bosatte han sig i Köpenhamn och var där mycket anlitad som porträttmålare. Dessutom behandlade han en mängd motiv från Bibeln, således i altartavlorna Kvinnorna i Kristi grav (Smerups kyrka) och Herdarnas tillbedjan (Spjellerups kyrka), sägenvärlden (Heimer och Aslog samt Greve Otto av Oldenburg och bergjungfrun, Egeria och Numa) och diktkonsten (Sakuntala, skrämd av ett bi, Fiskaren efter Goethes dikt och så vidare). År 1865 blev hans Judith köpt av Kunstforeningen. Ännu två år före sin död utställde han tre bilder.